# Герб Балаклії
Герб Балаклії — офіційний символ міста Балаклія Харківської області, затверджений 11 листопада 1987 р. рішенням № 961 Балаклійської міської ради.
Автор — О. Пересічанський.

## Опис герба
У срібному полі — срібний же цементно-шиферний комбінат, що стоїть на чорній базі над лазуровими хвилями. Зображення обрамлене золотими колосками, на перетині стебел яких знаходиться срібне коло зі смолоскипом. Перетята червоним і лазуровим глава обтяжена чорною назвою міста українською мовою, виконаною у лазуровій частині. Срібний колір означає поклади крейди.